# Maserati 6C 34
La 6C 34 è una autovettura monoposto da competizione costruita dalla Maserati dal 1934 al 1935.

## Il contesto generale e le competizioni
La 6C 34 era dotata di un motore a sei cilindri in linea che era più potente di 30 CV, e meno pesante di 13 kg, rispetto all'otto cilindri installato sulla 8CM .
Solamente cinque giorni dopo il completamento delle verifiche sul motore al banco di prova, la 6C 34 fece il suo debutto nelle corse al Gran Premio d'Italia del 1934 dove, a causa di problemi ai freni, la vettura non si comportò bene. Al Gran Premio seguente, sul Circuito di Masaryk, la 6C 34 guidata da Tazio Nuvolari giunse terza, superata dalle imprendibili Mercedes-Benz e Auto Union, ma davanti alle Alfa Romeo P3 .
Nel 1935 furono apportate rettifiche al telaio per irrigidirlo, e furono provate nuove sospensioni, che ora erano a ruote indipendenti e con sistema Parisi.
L'esperienza della 6C 34 nelle corse si concluse come vettura semi-ufficiale per la Scuderia Subalpina, guidata da Achille Varzi, Pietro Ghersi e Eugenio Siena, conseguendo importanti piazzamenti ma nessuna vittoria.

## Caratteristiche tecniche
L'accensione era singola con magnete Scintilla o Bosch. L'alimentazione era forzata con compressore tipo Roots ed un carburatore tipo Weber modello 55AS1, quest'ultimo montato a monte del compressore stesso. La distribuzione era con due valvole per cilindro disposte a V di 90°, e doppio albero a camme in testa. La lubrificazione era forzata con pompe di mandata e recupero. Il sistema di reffreddamento era a circolazione d’acqua con pompe centrifughe.
Il motore era a sei cilindri in linea, ed aveva una cilindrata di 3724,1 cm³. L'alesaggio e la corsa erano rispettivamente di 84 e 112 mm, mentre il rapporto di compressione era 6,4:1. Questo propulsore erogava una potenza di 270 CV a 5300 giri al minuto .
I freni erano a tamburo sulle ruote con comando idraulico, mentre le sospensioni erano formate da balestre, ammortizzatori a frizione e da una barra stabilizzatrice, successivamente implementate a ruote indipendenti e con sistema Parisi. Lo sterzo era a vite senza fine e settore dentato, mentre la trasmissione era composta da un cambio a quattro rapporti più la retromarcia .
La carrozzeria era monoposto in alluminio, mentre il telaio era formato da due longheroni e traverse in profilati d'acciaio.
La “6C 34” raggiungeva una velocità massima di 250 km/h .

## Esemplari
| Numero | Storia | Note        |
| ------ | --- | ----------- |
| 3023   | Comprata da Gino Rovere nel 1934 per far gareggiare Nino Farina nella stagione 1935.                       | [ 3 ] [ 4 ] |
| 3025   | Comprata dalla Scuderia Subalpina nel 1935.                                                                | [ 3 ]       |
| 3026   | Comprata dalla Scuderia Subalpina nel 1935.                                                                | [ 3 ]       |
| 3028   | Comprata da José Padierna de Villapadierna nel 1935 e rivenduta alla Scuderia Subalpina nello stesso anno. | [ 3 ]       |
| 3029   | Comprata da Nicola Borrelli nel 1935.                                                                      | [ 3 ]       |